# Campionato asiatico per club 2022 (femminile)
Il campionato asiatico per club 2022, 22ª edizione del campionato asiatico per club di pallavolo femminile, si è svolto dal 24 al 30 aprile 2022 a Semej, in Kazakistan: al torneo hanno partecipato sei squadre di club asiatiche e oceaniane e la vittoria finale è andata per la prima volta al Qýanysh.

## Impianti
|                                                            |  |  |
|                                                            |  |  |
| Abay Arena Città: Semej Capienza: 5 000 Anno d'apertura: - |  |  |

## Regolamento

### Formula
La formula ha previsto:
- Fase a gironi, disputata con un unico girone all'italiana: le prime due classificate hanno acceduto alla finale per il primo posto mentre la terza e la quarta classificata hanno acceduto alla finale per il terzo posto.
- Fase finale, disputata con:
  - Finale per il primo posto, giocata con gara unica.
  - Finale per il terzo posto, giocate con gara unica.

### Criteri di classifica
Se il risultato finale è stato di 3-0 o 3-1 sono stati assegnati 3 punti alla squadra vincente e 0 a quella sconfitta, se il risultato finale è stato di 3-2 sono stati assegnati 2 punti alla squadra vincente e 1 a quella sconfitta.
L'ordine del posizionamento in classifica è stato definito in base a:
- Punti;
- Numero di partite vinte;
- Ratio dei set vinti/persi;
- Ratio dei punti realizzati/subiti.

## Squadre partecipanti
| Squadra       | Qualificazione                                |
| ------------- | --------------------------------------------- |
| Barij Essence | Vincitrice Super League 2020-21               |
| Altay         | 2ª in Nacional'naja liga 2021-22              |
| Qýanysh       | Vincitrice Nacional'naja liga 2021-22         |
| Kirghizistan  | Wild card                                     |
| Diamond Food  | Vincitrice Volleyball Thailand League 2020-21 |
| JDPI          | Wild card                                     |

## Torneo

### Fase a gironi

#### Risultati
| 24 aprile 2022 Abay Arena, Semej Durata: 1h:09 - Spettatori: 5 000 | JDPI          | 0 - 3 | Diamond Food  | 8-25, 8-25, 10-25          |
| 24 aprile 2022 Abay Arena, Semej Durata: 2h:00 - Spettatori: 5 000 | Altay         | 3 - 1 | Qýanysh       | 25-18, 20-25, 25-19, 25-19 |
| 24 aprile 2022 Abay Arena, Semej Durata: 1h:18 - Spettatori: 1 500 | Kirghizistan  | 0 - 3 | Barij Essence | 14-25, 14-25, 7-25         |
| 25 aprile 2022 Abay Arena, Semej Durata: 2h:21 - Spettatori: 500   | Diamond Food  | 1 - 3 | Qýanysh       | 25-22, 13-25, 27-29, 29-31 |
| 25 aprile 2022 Abay Arena, Semej Durata: 1h:30 - Spettatori: 600   | JDPI          | 0 - 3 | Barij Essence | 20-25, 15-25, 16-25        |
| 25 aprile 2022 Abay Arena, Semej Durata: 1h:02 - Spettatori: 1 800 | Altay         | 3 - 0 | Kirghizistan  | 25-9, 25-5, 25-13          |
| 26 aprile 2022 Abay Arena, Semej Durata: 1h:44 - Spettatori: 400   | Barij Essence | 0 - 3 | Diamond Food  | 22-25, 20-25, 21-25        |
| 26 aprile 2022 Abay Arena, Semej Durata: 1h:07 - Spettatori: 370   | Qýanysh       | 3 - 0 | Kirghizistan  | 25-12, 25-8, 25-12         |
| 26 aprile 2022 Abay Arena, Semej Durata: 1h:02 - Spettatori: 1 500 | JDPI          | 0 - 3 | Altay         | 4-25, 11-25, 11-25         |
| 28 aprile 2022 Abay Arena, Semej Durata: 1h:05 - Spettatori: 400   | Diamond Food  | 3 - 0 | Kirghizistan  | 25-7, 25-14, 25-10         |
| 28 aprile 2022 Abay Arena, Semej Durata: 1h:15 - Spettatori: 2 000 | Barij Essence | 0 - 3 | Altay         | 11-25, 9-25, 10-25         |
| 28 aprile 2022 Abay Arena, Semej Durata: 1h:02 - Spettatori: 1 500 | Qýanysh       | 3 - 0 | JDPI          | 25-4, 25-6, 25-8           |
| 29 aprile 2022 Abay Arena, Semej Durata: 1h:24 - Spettatori: 2 000 | Altay         | 3 - 0 | Diamond Food  | 25-12, 25-20, 26-24        |
| 29 aprile 2022 Abay Arena, Semej Durata: 1h:59 - Spettatori: 1 200 | Kirghizistan  | 1 - 3 | JDPI          | 16-25, 20-25, 25-12, 19-25 |
| 29 aprile 2022 Abay Arena, Semej Durata: 1h:20 - Spettatori: 2 000 | Barij Essence | 0 - 3 | Qýanysh       | 16-25, 16-25, 17-25        |

#### Classifica
| Pos. | Squadra       | Pt | G | V | P | SV | SP | Ratio  | PF  | PS  | Ratio |
| ---- | ------------- | -- | - | - | - | -- | -- | ------ | --- | --- | ----- |
| 1.   | Altay         | 15 | 5 | 5 | 0 | 15 | 1  | 15,000 | 396 | 220 | 1,800 |
| 2.   | Qýanysh       | 12 | 5 | 4 | 1 | 13 | 4  | 3,250  | 413 | 288 | 1,434 |
| 3.   | Diamond Food  | 9  | 5 | 3 | 2 | 10 | 6  | 1,666  | 375 | 303 | 1,237 |
| 4.   | Barij Essence | 6  | 5 | 2 | 3 | 6  | 9  | 0,666  | 292 | 311 | 0,938 |
| 5.   | JDPI          | 3  | 5 | 1 | 4 | 3  | 13 | 0,230  | 208 | 380 | 0,547 |
| 6.   | Kirghizistan  | 0  | 5 | 0 | 5 | 1  | 15 | 0,066  | 205 | 387 | 0,529 |

      Qualificata alla finale per il primo posto.
      Qualificata alla finale per il terzo posto.

### Fase finale

#### Finale 3º posto
| 30 aprile 2022 Abay Arena, Semej Durata: 2h:01 - Spettatori: 4 500 | Diamond Food | 3 - 1 | Barij Essence | 20-25, 25-15, 25-11, 25-21 |

#### Finale 1º posto
| 30 aprile 2022 Abay Arena, Semej Durata: 2h:38 - Spettatori: 5 000 | Altay | 2 - 3 | Qýanysh | 26-24, 25-21, 28-30, 23-25, 6-15 |

## Classifica finale
| Pos | Squadre       | Qualificazione                    |
| --- | ------------- | --------------------------------- |
|     | Qýanysh       | Campionato mondiale per club 2022 |
|     | Altay         |                                   |
|     | Diamond Food  |                                   |
| 4   | Barij Essence |                                   |
| 5   | JDPI          |                                   |
| 6   | Kirghizistan  |                                   |

## Premi individuali
| Premio                 | Nome               | Squadra      |
| ---------------------- | ------------------ | ------------ |
| MVP                    | Aleksandra Ćirović | Qýanysh      |
| Miglior palleggiatrice | Danica Radenković  | Altay        |
| Miglior opposto        | Tatyana Aldoshina  | Qýanysh      |
| Miglior schiacciatrice | Sana Anarkulova    | Altay        |
| Miglior schiacciatrice | Karyna Denysova    | Qýanysh      |
| Miglior centrale       | Kristina Anikonova | Altay        |
| Miglior centrale       | Sasiwimol Sangpan  | Diamond Food |
| Miglior libero         | Sabira Bekisheva   | Qýanysh      |